# Tour de Drenthe féminin 2024
La 17e édition du Tour de Drenthe féminin (officiellement : Miron Women’s WoldTour Ronde van Drenthe 2024) a lieu le 10 mars 2024 dans la province de Drenthe, au nord-est des Pays-Bas. Elle fait partie de l'UCI World Tour féminin dont elle est la sixième épreuve. La course pour les hommes n'est pas organisée en 2024. Elle est remportée pour la quatrième fois consécutives par la Néerlandaise Lorena Wiebes.

## Parcours
Le parcours est complètement changé. Il s'élance de Beilen avant d'effectuer cinq tours long de 30 km autour du Vamberg. L'arrivée est jugée à son sommet.

## Équipes
| UCI Women's WorldTeams (12)- AG Insurance-Soudal Team - Canyon-SRAM Racing - Ceratizit-WNT Pro Cycling - FDJ-Suez - Fenix-Deceuninck - Human Powered Health - Lidl-Trek - Liv AlUla Jayco - Team DSM-Firmenich PostNL - SD Worx-Protime - UAE Team ADQ - Uno-X Mobility Équipes féminines continentales (7)- Cofidis - GT Krush RebelLease - Hess Cycling Team - Lifeplus Wahoo - Lotto Dstny Ladies - Proximus-Cyclis CT - VolkerWessels |
| |

## Récit de la course
Dans le premier tour, le vent provoque la scission du peloton. Un regroupement a lieu plus loin. Valerie Demey attaque dans le Vamberg et obtient jusqu'à une minute d'avance. Elle est reprise à trente-huit kilomètres de l'arrivée. Derrière, le vent continue de provoquer des bordures. Dans l'avant-dernière ascension du Vamberg, Puck Pieterse passe à l'offensive. Elle est suivie par Lorena Wiebes, Pfeiffer Georgi et Charlotte Kool. Elles sont ensuite rejointes par Alice Towers, Christine Majerus, Christina Schweinberger et Elisa Balsamo. Le peloton reprend ce groupe à dix-neuf kilomètres du but. Pieterse attaque de nouveau, imitée ensuite par Ilse Pluimers, mais le peloton est vigilant. Au sprint, Wiebes est emmenée par Majerus et s'impose.

## Classements

### Classement final
| \| Classement général \| Classement général \| Classement général \| Classement général \| Classement général \| \| Coureuse \| Coureuse \| Pays \| Équipe \| Temps \| \| ------------------ \| ------------------------- \| ------------------ \| ------------------------- \| ------------------ \| \| 1re \| Lorena Wiebes \| Pays-Bas \| SD Worx-Protime \| 4 h 09 min 09 s \| \| 2e \| Elisa Balsamo \| Italie \| Lidl-Trek \| + 2 s \| \| 3e \| Puck Pieterse \| Pays-Bas \| Fenix-Deceuninck \| + 4 s \| \| 4e \| Letizia Paternoster \| Italie \| Liv AlUla Jayco \| + 4 s \| \| 5e \| Victoire Berteau \| France \| Cofidis \| + 4 s \| \| 6e \| Vittoria Guazzini \| Italie \| FDJ-Suez \| + 4 s \| \| 7e \| Christina Schweinberger \| Autriche \| Fenix-Deceuninck \| + 4 s \| \| 8e \| Maria Giulia Confalonieri \| Italie \| Uno-X Mobility \| + 8 s \| \| 9e \| Christine Majerus \| Luxembourg \| SD Worx-Protime \| + 11 s \| \| 10e \| Pfeiffer Georgi \| Royaume-Uni \| Team dsm-firmenich PostNL \| + 12 s \| |                           |             |                           |                 |
| |                           |             |                           |                 |
| Source : ProCyclingStats |                           |             |                           |                 |
| Classement général |                           |             |                           |                 |
| Coureuse | Coureuse                  | Pays        | Équipe                    | Temps           |
| 1re | Lorena Wiebes             | Pays-Bas    | SD Worx-Protime           | 4 h 09 min 09 s |
| 2e | Elisa Balsamo             | Italie      | Lidl-Trek                 | + 2 s           |
| 3e | Puck Pieterse             | Pays-Bas    | Fenix-Deceuninck          | + 4 s           |
| 4e | Letizia Paternoster       | Italie      | Liv AlUla Jayco           | + 4 s           |
| 5e | Victoire Berteau          | France      | Cofidis                   | + 4 s           |
| 6e | Vittoria Guazzini         | Italie      | FDJ-Suez                  | + 4 s           |
| 7e | Christina Schweinberger   | Autriche    | Fenix-Deceuninck          | + 4 s           |
| 8e | Maria Giulia Confalonieri | Italie      | Uno-X Mobility            | + 8 s           |
| 9e | Christine Majerus         | Luxembourg  | SD Worx-Protime           | + 11 s          |
| 10e | Pfeiffer Georgi           | Royaume-Uni | Team dsm-firmenich PostNL | + 12 s          |

### UCI World Tour

#### Points attribués
| Position           | 1er | 2e  | 3e  | 4e  | 5e  | 6e  | 7e  | 8e  | 9e | 10e | 11e | 12e | 13e | 14e | 15e | 16e à 20e | 21e à 30e | 31e à 40e |
| Classement général | 400 | 320 | 260 | 220 | 180 | 140 | 120 | 100 | 80 | 68  | 56  | 48  | 40  | 32  | 28  | 24        | 16        | 8         |

| Classement par points | Classement par points | Classement par points | Classement par points      | Classement par points |
| Coureuse              | Coureuse              | Pays                  | Équipe                     | Points                |
| --------------------- | --------------------- | --------------------- | -------------------------- | --------------------- |
| 1re                   | Lotte Kopecky         | Belgique              | SD Worx-Protime            | 1186 pts              |
| 2e                    | Elisa Longo Borghini  | Italie                | Lidl-Trek                  | 715 pts               |
| 3e                    | Neve Bradbury         | Australie             | Canyon-SRAM Racing         | 694 pts               |
| 4e                    | Lorena Wiebes         | Pays-Bas              | SD Worx-Protime            | 636 pts               |
| 5e                    | Dominika Włodarczyk   | Pologne               | UAE Team ADQ               | 520 pts               |
| 6e                    | Sarah Gigante         | Australie             | AG Insurance-Soudal Team   | 514 pts               |
| 7e                    | Marianne Vos          | Pays-Bas              | Team Visma \| Lease a Bike | 480 pts               |
| 8e                    | Rosita Reijnhout      | Pays-Bas              | Team Visma \| Lease a Bike | 448 pts               |
| 9e                    | Cecilie Uttrup Ludwig | Danemark              | FDJ-Suez                   | 408 pts               |
| 10e                   | Demi Vollering        | Pays-Bas              | SD Worx-Protime            | 400 pts               |

| Classement par points | Classement par points | Classement par points | Classement par points      | Classement par points |
| Coureuse              | Coureuse              | Pays                  | Équipe                     | Points                |
| --------------------- | --------------------- | --------------------- | -------------------------- | --------------------- |
| 1re                   | Lotte Kopecky         | Belgique              | SD Worx-Protime            | 1186 pts              |
| 2e                    | Elisa Longo Borghini  | Italie                | Lidl-Trek                  | 715 pts               |
| 3e                    | Neve Bradbury         | Australie             | Canyon-SRAM Racing         | 694 pts               |
| 4e                    | Lorena Wiebes         | Pays-Bas              | SD Worx-Protime            | 636 pts               |
| 5e                    | Dominika Włodarczyk   | Pologne               | UAE Team ADQ               | 520 pts               |
| 6e                    | Sarah Gigante         | Australie             | AG Insurance-Soudal Team   | 514 pts               |
| 7e                    | Marianne Vos          | Pays-Bas              | Team Visma \| Lease a Bike | 480 pts               |
| 8e                    | Rosita Reijnhout      | Pays-Bas              | Team Visma \| Lease a Bike | 448 pts               |
| 9e                    | Cecilie Uttrup Ludwig | Danemark              | FDJ-Suez                   | 408 pts               |
| 10e                   | Demi Vollering        | Pays-Bas              | SD Worx-Protime            | 400 pts               |

| Classement du meilleur jeune | Classement du meilleur jeune | Classement du meilleur jeune | Classement du meilleur jeune | Classement du meilleur jeune |
| Coureuse                     | Coureuse                     | Pays                         | Équipe                       | Points                       |
| ---------------------------- | ---------------------------- | ---------------------------- | ---------------------------- | ---------------------------- |
| 1re                          | Puck Pieterse                | Pays-Bas                     | Fenix-Deceuninck             | 14 pts                       |
| 2e                           | Shirin van Anrooij           | Pays-Bas                     | Lidl-Trek                    | 12 pts                       |
| 3e                           | Neve Bradbury                | Australie                    | Canyon-SRAM Racing           | 12 pts                       |

| Classement du meilleur jeune | Classement du meilleur jeune | Classement du meilleur jeune | Classement du meilleur jeune | Classement du meilleur jeune |
| Coureuse                     | Coureuse                     | Pays                         | Équipe                       | Points                       |
| ---------------------------- | ---------------------------- | ---------------------------- | ---------------------------- | ---------------------------- |
| 1re                          | Puck Pieterse                | Pays-Bas                     | Fenix-Deceuninck             | 14 pts                       |
| 2e                           | Shirin van Anrooij           | Pays-Bas                     | Lidl-Trek                    | 12 pts                       |
| 3e                           | Neve Bradbury                | Australie                    | Canyon-SRAM Racing           | 12 pts                       |

| Classement par équipes aux points | Classement par équipes aux points | Classement par équipes aux points | Classement par équipes aux points |
| Équipe                            | Équipe                            | Pays                              | Points                            |
| --------------------------------- | --------------------------------- | --------------------------------- | --------------------------------- |
| 1re                               | SD Worx-Protime                   | Pays-Bas                          | 2366 pts                          |
| 2e                                | Lidl-Trek                         | États-Unis                        | 2202 pts                          |
| 3e                                | Canyon-SRAM Racing                | Allemagne                         | 1542 pts                          |
| 4e                                | Team Visma \| Lease a Bike        | Pays-Bas                          | 1162 pts                          |
| 5e                                | FDJ-Suez                          | France                            | 1100 pts                          |
| 6e                                | UAE Team ADQ                      | Émirats arabes unis               | 1097 pts                          |
| 7e                                | Liv AlUla Jayco                   | Australie                         | 1039 pts                          |
| 8e                                | Team DSM-Firmenich PostNL         | Pays-Bas                          | 993 pts                           |
| 9e                                | AG Insurance-Soudal Team          | Belgique                          | 922 pts                           |
| 10e                               | Fenix-Deceuninck                  | Belgique                          | 894 pts                           |

| Classement par équipes aux points | Classement par équipes aux points | Classement par équipes aux points | Classement par équipes aux points |
| Équipe                            | Équipe                            | Pays                              | Points                            |
| --------------------------------- | --------------------------------- | --------------------------------- | --------------------------------- |
| 1re                               | SD Worx-Protime                   | Pays-Bas                          | 2366 pts                          |
| 2e                                | Lidl-Trek                         | États-Unis                        | 2202 pts                          |
| 3e                                | Canyon-SRAM Racing                | Allemagne                         | 1542 pts                          |
| 4e                                | Team Visma \| Lease a Bike        | Pays-Bas                          | 1162 pts                          |
| 5e                                | FDJ-Suez                          | France                            | 1100 pts                          |
| 6e                                | UAE Team ADQ                      | Émirats arabes unis               | 1097 pts                          |
| 7e                                | Liv AlUla Jayco                   | Australie                         | 1039 pts                          |
| 8e                                | Team DSM-Firmenich PostNL         | Pays-Bas                          | 993 pts                           |
| 9e                                | AG Insurance-Soudal Team          | Belgique                          | 922 pts                           |
| 10e                               | Fenix-Deceuninck                  | Belgique                          | 894 pts                           |

## Liste des participantes
| Légende | Légende                                                                    | Légende | Légende                                                    |
| ------- | -------------------------------------------------------------------------- | ------- | ---------------------------------------------------------- |
| Num     | Dossard de départ porté par le coureur sur ce Tour de Drenthe              | Pos     | Position à l'arrivée de la course                          |
|         | Indique un maillot de champion national ou mondial, suivi de sa spécialité | NP      | Indique un coureur qui n'a pas pris le départ de la course |
| AB      | Indique un coureur qui n'a pas terminé la course                           | HD      | Indique un coureur qui a terminé la course hors des délais |

| SD Worx-Protime SDW | SD Worx-Protime SDW               | SD Worx-Protime SDW |
| ------------------- | --------------------------------- | ------------------- |
| Num                 | Coureuse                          | Pos                 |
| 1                   | Lorena Wiebes (NED)               | 1re                 |
| 2                   | Mischa Bredewold (NED) (route)    | 36e                 |
| 3                   | Femke Gerritse (NED)              | 37e                 |
| 4                   | Christine Majerus (LUX) (route)   | 9e                  |
| 5                   | Femke Markus (NED)                | 40e                 |
| 6                   | Chantal van den Broek-Blaak (NED) | AB                  |

| AG Insurance-Soudal Team AGS | AG Insurance-Soudal Team AGS | AG Insurance-Soudal Team AGS |
| ---------------------------- | ---------------------------- | ---------------------------- |
| Num                          | Coureuse                     | Pos                          |
| 11                           | Maaike Boogaard (NED)        | AB                           |
| 12                           | Julia Borgström (SWE)        | 49e                          |
| 13                           | Marthe Goossens (BEL)        | 43e                          |
| 14                           | Gaia Masetti (ITA)           | AB                           |
| 15                           | Ilse Pluimers (NED)          | 15e                          |
| 16                           | Maud Rijnbeek (NED)          | 26e                          |

| Canyon-SRAM Racing CSR | Canyon-SRAM Racing CSR | Canyon-SRAM Racing CSR |
| ---------------------- | ---------------------- | ---------------------- |
| Num                    | Coureuse               | Pos                    |
| 22                     | Zoe Bäckstedt (GBR)    | 55e                    |
| 23                     | Justyna Czapla (GER)   | 69e                    |
| 24                     | Alex Morrice (GBR)     | AB                     |
| 26                     | Alice Towers (GBR)     | 14e                    |

| Ceratizit-WNT Pro Cycling WNT | Ceratizit-WNT Pro Cycling WNT | Ceratizit-WNT Pro Cycling WNT |
| ----------------------------- | ----------------------------- | ----------------------------- |
| Num                           | Coureuse                      | Pos                           |
| 31                            | Sandra Alonso (ESP)           | 68e                           |
| 32                            | Arianna Fidanza (ITA)         | 61e                           |
| 33                            | Lea Lin Teutenberg (GER)      | AB                            |
| 34                            | Marta Jaskulska (POL)         | 45e                           |
| 35                            | Marta Lach (POL)              | 12e                           |
| 36                            | Kathrin Schweinberger (AUT)   | 59e                           |

| FDJ-Suez FST | FDJ-Suez FST            | FDJ-Suez FST |
| ------------ | ----------------------- | ------------ |
| Num          | Coureuse                | Pos          |
| 41           | Coralie Demay (FRA)     | AB           |
| 42           | Vittoria Guazzini (ITA) | 6e           |
| 43           | Marie Le Net (FRA)      | 53e          |
| 44           | Gladys Verhulst (FRA)   | AB           |
| 45           | Alessia Vigilia (ITA)   | AB           |
| 46           | Jade Wiel (FRA)         | 19e          |

| Fenix-Deceuninck FED | Fenix-Deceuninck FED          | Fenix-Deceuninck FED |
| -------------------- | ----------------------------- | -------------------- |
| Num                  | Coureuse                      | Pos                  |
| 51                   | Millie Couzens (GBR)          | 73e                  |
| 52                   | Julie De Wilde (BEL)          | 24e                  |
| 53                   | Evy Kuijpers (NED)            | 27e                  |
| 54                   | Puck Pieterse (NED)           | 3e                   |
| 55                   | Christina Schweinberger (AUT) | 7e                   |
| 56                   | Marthe Truyen (BEL)           | 20e                  |

| Human Powered Health HPH | Human Powered Health HPH  | Human Powered Health HPH |
| ------------------------ | ------------------------- | ------------------------ |
| Num                      | Coureuse                  | Pos                      |
| 61                       | Audrey Cordon-Ragot (FRA) | 38e                      |
| 62                       | Maëlle Grossetête (FRA)   | 18e                      |
| 63                       | Romy Kasper (GER)         | 23e                      |
| 64                       | Alice Wood (GBR)          | 54e                      |
| 65                       | Wiktoria Pikulik (POL)    | AB                       |
| 66                       | Lily Williams (USA)       | 34e                      |

| Lidl-Trek LTK | Lidl-Trek LTK           | Lidl-Trek LTK |
| ------------- | ----------------------- | ------------- |
| Num           | Coureuse                | Pos           |
| 71            | Elisa Balsamo (ITA)     | 2e            |
| 72            | Elynor Bäckstedt (GBR)  | 74e           |
| 73            | Clara Copponi (FRA)     | AB            |
| 74            | Lauretta Hanson (AUS)   | 21e           |
| 75            | Lisa Klein (GER)        | 65e           |
| 76            | Ilaria Sanguineti (ITA) | AB            |

| Liv AlUla Jayco LAJ | Liv AlUla Jayco LAJ       | Liv AlUla Jayco LAJ |
| ------------------- | ------------------------- | ------------------- |
| Num                 | Coureuse                  | Pos                 |
| 81                  | Georgia Baker (AUS)       | 71e                 |
| 82                  | Teniel Campbell (TTO)     | AB                  |
| 83                  | Georgie Howe (AUS)        | AB                  |
| 84                  | Jeanne Korevaar (NED)     | 25e                 |
| 85                  | Letizia Paternoster (ITA) | 4e                  |
| 86                  | Silke Smulders (NED)      | 22e                 |

| Team dsm-firmenich PostNL DFP | Team dsm-firmenich PostNL DFP | Team dsm-firmenich PostNL DFP |
| ----------------------------- | ----------------------------- | ----------------------------- |
| Num                           | Coureuse                      | Pos                           |
| 91                            | Charlotte Kool (NED)          | 11e                           |
| 92                            | Rachele Barbieri (ITA)        | 35e                           |
| 93                            | Pfeiffer Georgi (GBR) (route) | 10e                           |
| 94                            | Josie Nelson (GBR)            | AB                            |
| 95                            | Franziska Koch (GER)          | 28e                           |
| 96                            | Abi Smith (GBR)               | 30e                           |

| UAE Team ADQ UAD | UAE Team ADQ UAD          | UAE Team ADQ UAD |
| ---------------- | ------------------------- | ---------------- |
| Num              | Coureuse                  | Pos              |
| 101              | Sofia Bertizzolo (ITA)    | 32e              |
| 102              | Eugenia Bujak (SLO)       | 29e              |
| 103              | Chiara Consonni (ITA)     | 31e              |
| 104              | Eleonora Gasparrini (ITA) | 33e              |
| 105              | Tereza Neumanová (CZE)    | 70e              |
| 106              | Karlijn Swinkels (NED)    | 13e              |

| Uno-X Mobility UXM | Uno-X Mobility UXM              | Uno-X Mobility UXM |
| ------------------ | ------------------------------- | ------------------ |
| Num                | Coureuse                        | Pos                |
| 111                | Anniina Ahtosalo (FIN) (route)  | 16e                |
| 112                | Maria Giulia Confalonieri (ITA) | 8e                 |
| 113                | Amalie Dideriksen (DEN)         | 44e                |
| 114                | Rebecca Koerner (DEN) (route)   | 47e                |
| 115                | Anouska Koster (NED)            | 17e                |

| Cofidis COF | Cofidis COF                    | Cofidis COF |
| ----------- | ------------------------------ | ----------- |
| Num         | Coureuse                       | Pos         |
| 121         | Martina Alzini (ITA)           | 57e         |
| 122         | Victoire Berteau (FRA) (route) | 5e          |
| 123         | Alana Castrique (BEL)          | AB          |
| 124         | Sarah Roy (AUS)                | 48e         |
| 125         | Josie Talbot (AUS)             | AB          |

| GT Krush Rebellease BPC | GT Krush Rebellease BPC      | GT Krush Rebellease BPC |
| ----------------------- | ---------------------------- | ----------------------- |
| Num                     | Coureuse                     | Pos                     |
| 131                     | Silje Bader (NED)            | AB                      |
| 132                     | Britt de Grave (NED)         | AB                      |
| 133                     | Anniek Mos (NED)             | AB                      |
| 134                     | Meike Uiterwijk Winkel (NED) | 62e                     |
| 135                     | Lieke van Zeelst (NED)       | AB                      |
| 136                     | Lea Waldhoff (GER)           | AB                      |

| Hess Cycling Team HCT | Hess Cycling Team HCT         | Hess Cycling Team HCT |
| --------------------- | ----------------------------- | --------------------- |
| Num                   | Coureuse                      | Pos                   |
| 141                   | Rotem Gafinovitz (ISR)        | AB                    |
| 142                   | Grace Lister (GBR)            | AB                    |
| 143                   | Clara Lundmark (SWE)          | 56e                   |
| 144                   | Alice McWilliam (GBR)         | AB                    |
| 145                   | Laura Süßemilch (GER)         | AB                    |
| 146                   | Marjolein van 't Geloof (NED) | AB                    |

| Lifeplus Wahoo LPW | Lifeplus Wahoo LPW         | Lifeplus Wahoo LPW |
| ------------------ | -------------------------- | ------------------ |
| Num                | Coureuse                   | Pos                |
| 151                | Kristýna Burlová (CZE)     | 46e                |
| 152                | Heidi Franz (USA)          | 66e                |
| 153                | Alicia González (ESP)      | AB                 |
| 154                | Maddie Leech (GBR)         | AB                 |
| 155                | Kaja Rysz (POL)            | 64e                |
| 156                | Babette van der Wolf (NED) | 50e                |

| Lotto Dstny Ladies LDL | Lotto Dstny Ladies LDL   | Lotto Dstny Ladies LDL |
| ---------------------- | ------------------------ | ---------------------- |
| Num                    | Coureuse                 | Pos                    |
| 161                    | Anna van Wersch (NED)    | 58e                    |
| 162                    | Fauve Bastiaenssen (BEL) | 41e                    |
| 163                    | Mieke Docx (BEL)         | 60e                    |
| 164                    | Alberte Greve (DEN)      | 63e                    |
| 165                    | Wilma Aintila (FIN)      | 67e                    |
| 166                    | Sterre Vervloet (BEL)    | AB                     |

| Proximus-Cyclis CT ___ | Proximus-Cyclis CT ___  | Proximus-Cyclis CT ___ |
| ---------------------- | ----------------------- | ---------------------- |
| Num                    | Coureuse                | Pos                    |
| 171                    | Deborah Veerman (NED)   | NP                     |
| 172                    | Lente Boskamp (NED)     | AB                     |
| 173                    | Marit Cent (NED)        | AB                     |
| 174                    | Margarita Lopez (ESP)   | AB                     |
| 176                    | Femke van Goethem (BEL) | AB                     |

| VolkerWessels VWT | VolkerWessels VWT       | VolkerWessels VWT |
| ----------------- | ----------------------- | ----------------- |
| Num               | Coureuse                | Pos               |
| 181               | Valerie Demey (BEL)     | 52e               |
| 182               | Anneke Dijkstra (NED)   | 39e               |
| 183               | Anne Knijnenburg (NED)  | 42e               |
| 184               | Laura Molenaar (NED)    | AB                |
| 185               | Quinty Schoens (NED)    | 72e               |
| 186               | Sabrina Stultiens (NED) | 51e               |

| SD Worx-Protime SDW | SD Worx-Protime SDW               | SD Worx-Protime SDW |
| ------------------- | --------------------------------- | ------------------- |
| Num                 | Coureuse                          | Pos                 |
| 1                   | Lorena Wiebes (NED)               | 1re                 |
| 2                   | Mischa Bredewold (NED) (route)    | 36e                 |
| 3                   | Femke Gerritse (NED)              | 37e                 |
| 4                   | Christine Majerus (LUX) (route)   | 9e                  |
| 5                   | Femke Markus (NED)                | 40e                 |
| 6                   | Chantal van den Broek-Blaak (NED) | AB                  |

| AG Insurance-Soudal Team AGS | AG Insurance-Soudal Team AGS | AG Insurance-Soudal Team AGS |
| ---------------------------- | ---------------------------- | ---------------------------- |
| Num                          | Coureuse                     | Pos                          |
| 11                           | Maaike Boogaard (NED)        | AB                           |
| 12                           | Julia Borgström (SWE)        | 49e                          |
| 13                           | Marthe Goossens (BEL)        | 43e                          |
| 14                           | Gaia Masetti (ITA)           | AB                           |
| 15                           | Ilse Pluimers (NED)          | 15e                          |
| 16                           | Maud Rijnbeek (NED)          | 26e                          |

| Canyon-SRAM Racing CSR | Canyon-SRAM Racing CSR | Canyon-SRAM Racing CSR |
| ---------------------- | ---------------------- | ---------------------- |
| Num                    | Coureuse               | Pos                    |
| 22                     | Zoe Bäckstedt (GBR)    | 55e                    |
| 23                     | Justyna Czapla (GER)   | 69e                    |
| 24                     | Alex Morrice (GBR)     | AB                     |
| 26                     | Alice Towers (GBR)     | 14e                    |

| Ceratizit-WNT Pro Cycling WNT | Ceratizit-WNT Pro Cycling WNT | Ceratizit-WNT Pro Cycling WNT |
| ----------------------------- | ----------------------------- | ----------------------------- |
| Num                           | Coureuse                      | Pos                           |
| 31                            | Sandra Alonso (ESP)           | 68e                           |
| 32                            | Arianna Fidanza (ITA)         | 61e                           |
| 33                            | Lea Lin Teutenberg (GER)      | AB                            |
| 34                            | Marta Jaskulska (POL)         | 45e                           |
| 35                            | Marta Lach (POL)              | 12e                           |
| 36                            | Kathrin Schweinberger (AUT)   | 59e                           |

| FDJ-Suez FST | FDJ-Suez FST            | FDJ-Suez FST |
| ------------ | ----------------------- | ------------ |
| Num          | Coureuse                | Pos          |
| 41           | Coralie Demay (FRA)     | AB           |
| 42           | Vittoria Guazzini (ITA) | 6e           |
| 43           | Marie Le Net (FRA)      | 53e          |
| 44           | Gladys Verhulst (FRA)   | AB           |
| 45           | Alessia Vigilia (ITA)   | AB           |
| 46           | Jade Wiel (FRA)         | 19e          |

| Fenix-Deceuninck FED | Fenix-Deceuninck FED          | Fenix-Deceuninck FED |
| -------------------- | ----------------------------- | -------------------- |
| Num                  | Coureuse                      | Pos                  |
| 51                   | Millie Couzens (GBR)          | 73e                  |
| 52                   | Julie De Wilde (BEL)          | 24e                  |
| 53                   | Evy Kuijpers (NED)            | 27e                  |
| 54                   | Puck Pieterse (NED)           | 3e                   |
| 55                   | Christina Schweinberger (AUT) | 7e                   |
| 56                   | Marthe Truyen (BEL)           | 20e                  |

| Human Powered Health HPH | Human Powered Health HPH  | Human Powered Health HPH |
| ------------------------ | ------------------------- | ------------------------ |
| Num                      | Coureuse                  | Pos                      |
| 61                       | Audrey Cordon-Ragot (FRA) | 38e                      |
| 62                       | Maëlle Grossetête (FRA)   | 18e                      |
| 63                       | Romy Kasper (GER)         | 23e                      |
| 64                       | Alice Wood (GBR)          | 54e                      |
| 65                       | Wiktoria Pikulik (POL)    | AB                       |
| 66                       | Lily Williams (USA)       | 34e                      |

| Lidl-Trek LTK | Lidl-Trek LTK           | Lidl-Trek LTK |
| ------------- | ----------------------- | ------------- |
| Num           | Coureuse                | Pos           |
| 71            | Elisa Balsamo (ITA)     | 2e            |
| 72            | Elynor Bäckstedt (GBR)  | 74e           |
| 73            | Clara Copponi (FRA)     | AB            |
| 74            | Lauretta Hanson (AUS)   | 21e           |
| 75            | Lisa Klein (GER)        | 65e           |
| 76            | Ilaria Sanguineti (ITA) | AB            |

| Liv AlUla Jayco LAJ | Liv AlUla Jayco LAJ       | Liv AlUla Jayco LAJ |
| ------------------- | ------------------------- | ------------------- |
| Num                 | Coureuse                  | Pos                 |
| 81                  | Georgia Baker (AUS)       | 71e                 |
| 82                  | Teniel Campbell (TTO)     | AB                  |
| 83                  | Georgie Howe (AUS)        | AB                  |
| 84                  | Jeanne Korevaar (NED)     | 25e                 |
| 85                  | Letizia Paternoster (ITA) | 4e                  |
| 86                  | Silke Smulders (NED)      | 22e                 |

| Team dsm-firmenich PostNL DFP | Team dsm-firmenich PostNL DFP | Team dsm-firmenich PostNL DFP |
| ----------------------------- | ----------------------------- | ----------------------------- |
| Num                           | Coureuse                      | Pos                           |
| 91                            | Charlotte Kool (NED)          | 11e                           |
| 92                            | Rachele Barbieri (ITA)        | 35e                           |
| 93                            | Pfeiffer Georgi (GBR) (route) | 10e                           |
| 94                            | Josie Nelson (GBR)            | AB                            |
| 95                            | Franziska Koch (GER)          | 28e                           |
| 96                            | Abi Smith (GBR)               | 30e                           |

| UAE Team ADQ UAD | UAE Team ADQ UAD          | UAE Team ADQ UAD |
| ---------------- | ------------------------- | ---------------- |
| Num              | Coureuse                  | Pos              |
| 101              | Sofia Bertizzolo (ITA)    | 32e              |
| 102              | Eugenia Bujak (SLO)       | 29e              |
| 103              | Chiara Consonni (ITA)     | 31e              |
| 104              | Eleonora Gasparrini (ITA) | 33e              |
| 105              | Tereza Neumanová (CZE)    | 70e              |
| 106              | Karlijn Swinkels (NED)    | 13e              |

| Uno-X Mobility UXM | Uno-X Mobility UXM              | Uno-X Mobility UXM |
| ------------------ | ------------------------------- | ------------------ |
| Num                | Coureuse                        | Pos                |
| 111                | Anniina Ahtosalo (FIN) (route)  | 16e                |
| 112                | Maria Giulia Confalonieri (ITA) | 8e                 |
| 113                | Amalie Dideriksen (DEN)         | 44e                |
| 114                | Rebecca Koerner (DEN) (route)   | 47e                |
| 115                | Anouska Koster (NED)            | 17e                |

| Cofidis COF | Cofidis COF                    | Cofidis COF |
| ----------- | ------------------------------ | ----------- |
| Num         | Coureuse                       | Pos         |
| 121         | Martina Alzini (ITA)           | 57e         |
| 122         | Victoire Berteau (FRA) (route) | 5e          |
| 123         | Alana Castrique (BEL)          | AB          |
| 124         | Sarah Roy (AUS)                | 48e         |
| 125         | Josie Talbot (AUS)             | AB          |

| GT Krush Rebellease BPC | GT Krush Rebellease BPC      | GT Krush Rebellease BPC |
| ----------------------- | ---------------------------- | ----------------------- |
| Num                     | Coureuse                     | Pos                     |
| 131                     | Silje Bader (NED)            | AB                      |
| 132                     | Britt de Grave (NED)         | AB                      |
| 133                     | Anniek Mos (NED)             | AB                      |
| 134                     | Meike Uiterwijk Winkel (NED) | 62e                     |
| 135                     | Lieke van Zeelst (NED)       | AB                      |
| 136                     | Lea Waldhoff (GER)           | AB                      |

| Hess Cycling Team HCT | Hess Cycling Team HCT         | Hess Cycling Team HCT |
| --------------------- | ----------------------------- | --------------------- |
| Num                   | Coureuse                      | Pos                   |
| 141                   | Rotem Gafinovitz (ISR)        | AB                    |
| 142                   | Grace Lister (GBR)            | AB                    |
| 143                   | Clara Lundmark (SWE)          | 56e                   |
| 144                   | Alice McWilliam (GBR)         | AB                    |
| 145                   | Laura Süßemilch (GER)         | AB                    |
| 146                   | Marjolein van 't Geloof (NED) | AB                    |

| Lifeplus Wahoo LPW | Lifeplus Wahoo LPW         | Lifeplus Wahoo LPW |
| ------------------ | -------------------------- | ------------------ |
| Num                | Coureuse                   | Pos                |
| 151                | Kristýna Burlová (CZE)     | 46e                |
| 152                | Heidi Franz (USA)          | 66e                |
| 153                | Alicia González (ESP)      | AB                 |
| 154                | Maddie Leech (GBR)         | AB                 |
| 155                | Kaja Rysz (POL)            | 64e                |
| 156                | Babette van der Wolf (NED) | 50e                |

| Lotto Dstny Ladies LDL | Lotto Dstny Ladies LDL   | Lotto Dstny Ladies LDL |
| ---------------------- | ------------------------ | ---------------------- |
| Num                    | Coureuse                 | Pos                    |
| 161                    | Anna van Wersch (NED)    | 58e                    |
| 162                    | Fauve Bastiaenssen (BEL) | 41e                    |
| 163                    | Mieke Docx (BEL)         | 60e                    |
| 164                    | Alberte Greve (DEN)      | 63e                    |
| 165                    | Wilma Aintila (FIN)      | 67e                    |
| 166                    | Sterre Vervloet (BEL)    | AB                     |

| Proximus-Cyclis CT ___ | Proximus-Cyclis CT ___  | Proximus-Cyclis CT ___ |
| ---------------------- | ----------------------- | ---------------------- |
| Num                    | Coureuse                | Pos                    |
| 171                    | Deborah Veerman (NED)   | NP                     |
| 172                    | Lente Boskamp (NED)     | AB                     |
| 173                    | Marit Cent (NED)        | AB                     |
| 174                    | Margarita Lopez (ESP)   | AB                     |
| 176                    | Femke van Goethem (BEL) | AB                     |

| VolkerWessels VWT | VolkerWessels VWT       | VolkerWessels VWT |
| ----------------- | ----------------------- | ----------------- |
| Num               | Coureuse                | Pos               |
| 181               | Valerie Demey (BEL)     | 52e               |
| 182               | Anneke Dijkstra (NED)   | 39e               |
| 183               | Anne Knijnenburg (NED)  | 42e               |
| 184               | Laura Molenaar (NED)    | AB                |
| 185               | Quinty Schoens (NED)    | 72e               |
| 186               | Sabrina Stultiens (NED) | 51e               |